# ハリム駅
ハリム駅 (ハリムえき、インドネシア語: Stasiun Halim, 英語: Halim railway station) は、インドネシアの首都ジャカルタ東部にある東ジャカルタ市マカッサルにある鉄道駅である。
ジャカルタ・バンドン高速鉄道の始発駅であり、ジャボデベックLRTブカシ線が乗り入れている。高速鉄道とLRTの駅は離れているが、高架歩道で接続されている。
ジャカルタLRT1号線が延伸する計画もある。

## 画像

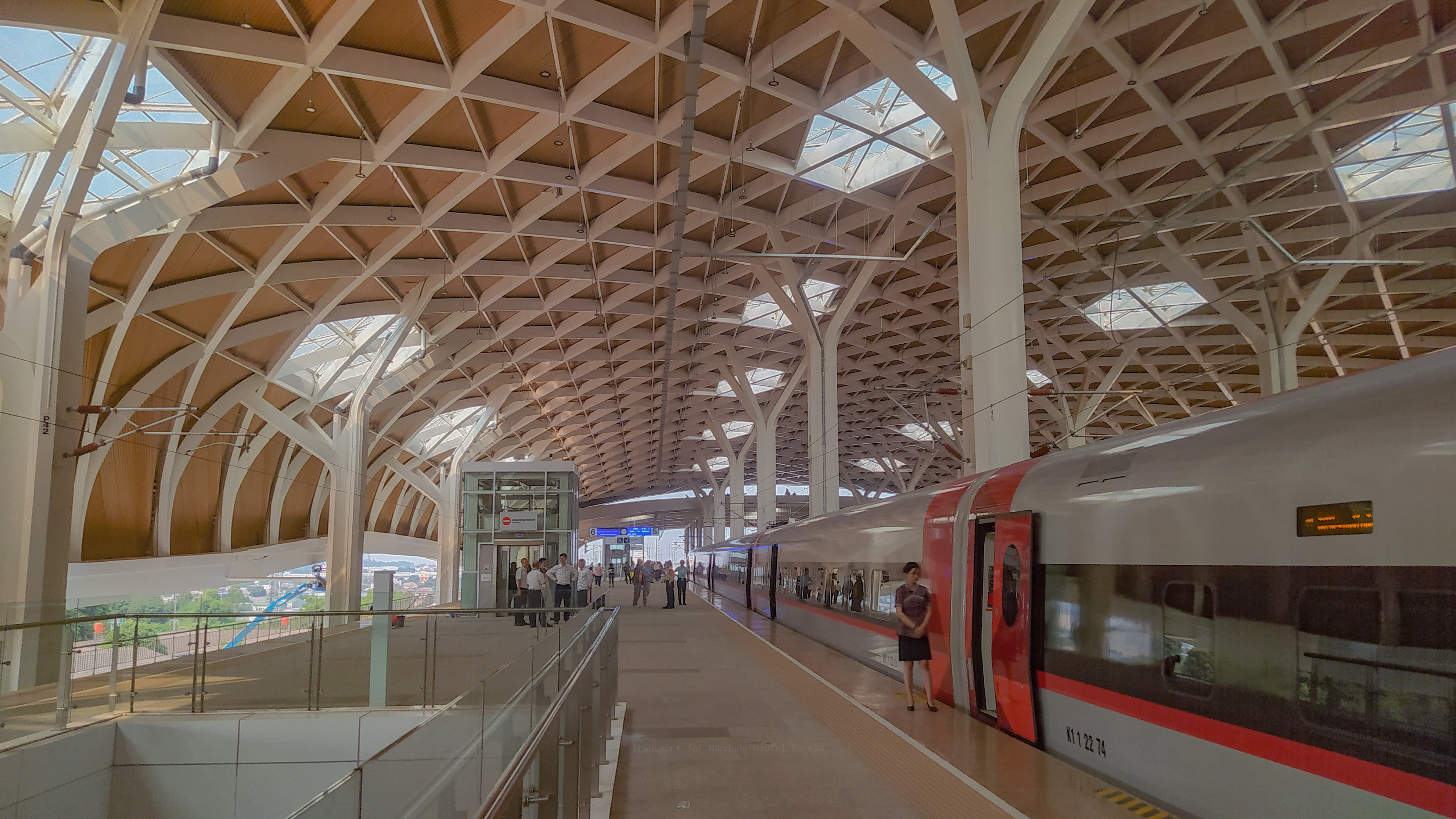
高速鉄道駅のプラットフォーム
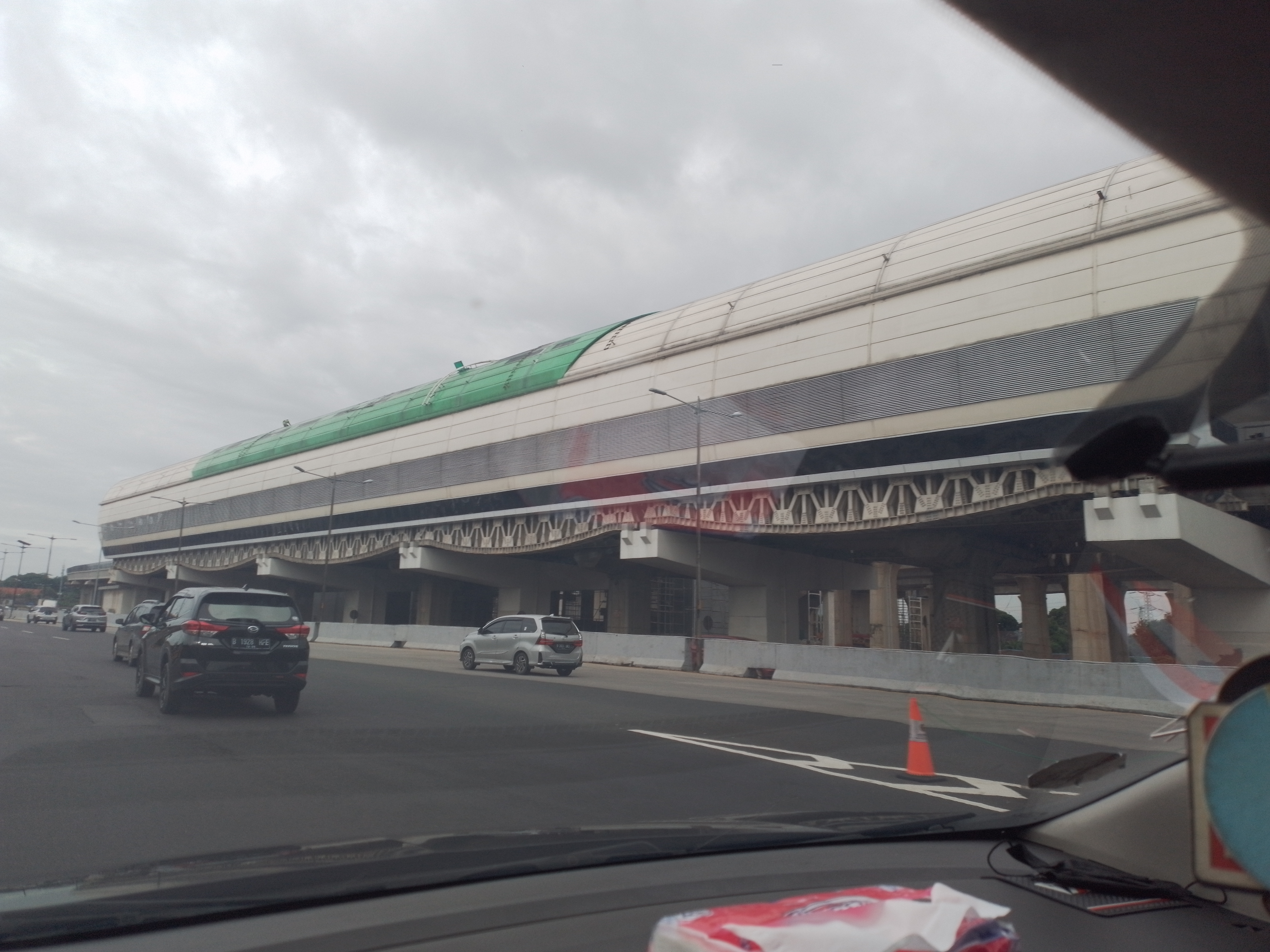
en:Jakarta Inner Ring Roadから見るLRT駅